# Freundeskreis Luftwaffe
Der Freundeskreis Luftwaffe e. V. ist ein eingetragener Verein mit zuerkannter Gemeinnützigkeit, der am 19. September 1984 in Bonn gegründet wurde.
Ziele des Vereins sind das Wecken und Fördern des Interesses an der Luftfahrt und der deutschen Luftwaffe. Dazu hält er engen Kontakt zur Luftwaffe und bietet seinen Mitgliedern Vorträge und Exkursionen mit Themen aus ziviler und militärischer Luftfahrt, Raumfahrt, Wissenschaft, Technik, Verkehr und Sport an.
Der Verein mit seinen rund 1200 Mitgliedern gliedert sich in die sechs Sektionen Bensheim, Wunstorf, Berlin, Dresden, Nörvenich und München.

Präsident des Vorstandes ist derzeit Brigadegeneral a. D. Hermann Muntz.
Der Freundeskreis Luftwaffe e. V. zählt zu den Begünstigten Vereinigungen der Bundeswehr, die für ihre Veranstaltungen eigenständig Uniformtrageerlaubnis für Reservisten und ehemalige Soldaten erteilen können.